# Kanadischer Kronrat

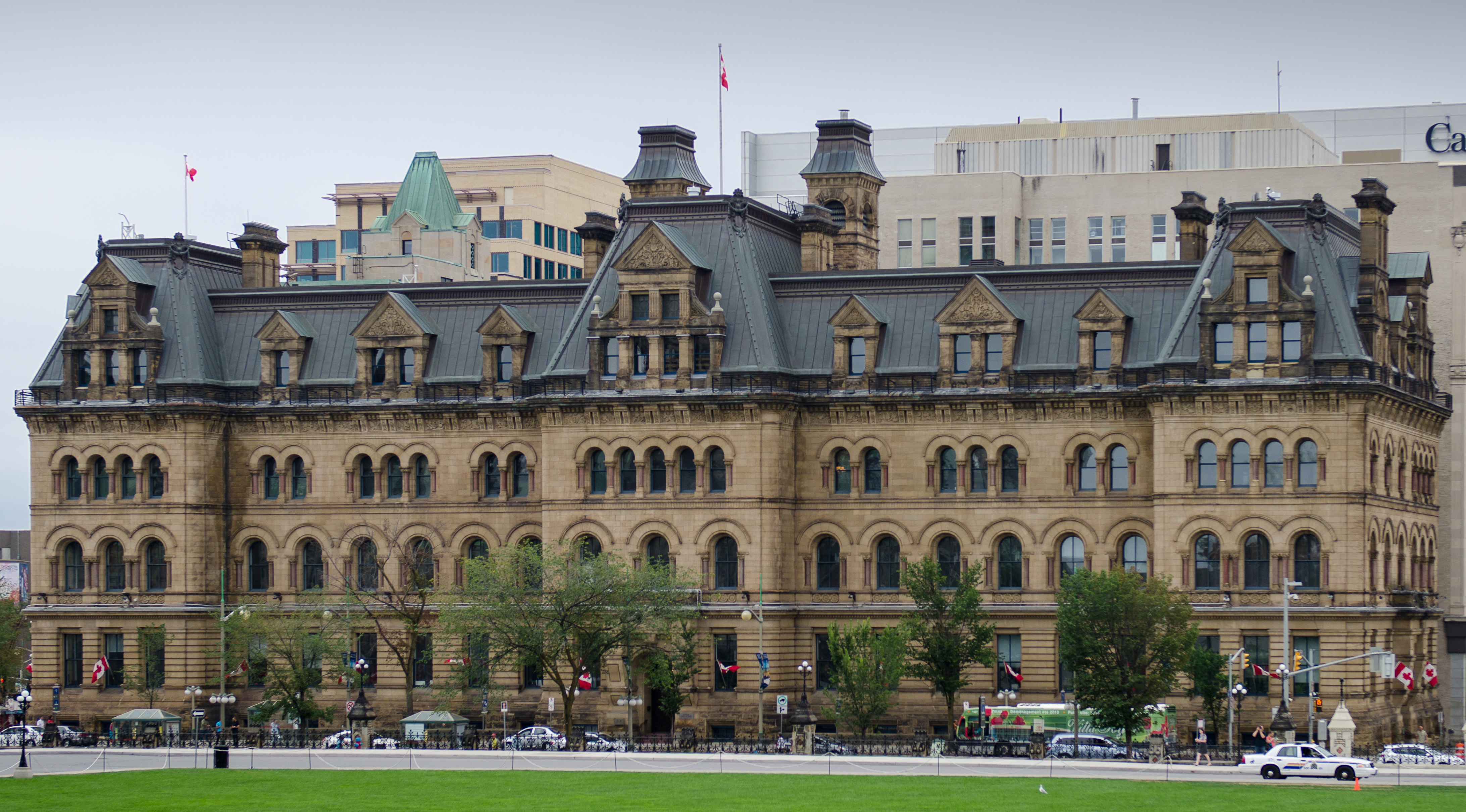
Foto des Langevin Block (2013)

Der Kanadische Kronrat (englisch King’s Privy Council for Canada, französisch Conseil privé du Roi pour le Canada), kurz Privy Council bzw. Conseil privé genannt, ist ein politisches Beratungsgremium des kanadischen Monarchen. Dessen Mitglieder werden auf Lebenszeit auf Empfehlung des Premierministers durch den Generalgouverneur ernannt. Der Rat wurde 1867 mit dem British North America Act (1982 in Verfassungsgesetz von 1982 umbenannt) geschaffen und ist dem Privy Council im Vereinigten Königreich nachempfunden. Kanada und das Vereinigte Königreich sind die einzigen Commonwealth Realms mit einem Gremium dieser Art. Die Büros des Kronrats befinden sich im Langevin Block des kanadischen Regierungsbezirks.

## Autorität und Aufgaben
Die formelle Autorität des Kronrates geht vom kanadischen Monarchen aus, wird jedoch nur auf Empfehlung des Kabinetts, das einen Teil des Kronrates bildet, ausgeübt. Die Handlungen der Minister werden vom Privy Council Office / Bureau du Conseil privé unterstützt. Dieser wird präsidiert vom höchsten Staatsbeamten, dem Clerk of the Privy Council / Greffier du Conseil privé, sowie vom Präsidenten des Kronrates als zuständigem Minister. Rechtliche Handlungen der Regierung müssen immer auf Empfehlung eines Mitglieds des Kronrates erfolgen, wobei dies ausnahmslos ein Minister ist. Dies wird durch die offizielle Formulierung englisch „King-in-Council“ bzw. französisch „Gouverneur général en conseil“ vermittelt. Die Aufgaben des übrigen Kronrates sind beschränkt. Dazu gehören unter anderem die Proklamation eines neuen kanadischen Monarchen und die Einverständniserklärung zu königlichen Vermählungen.

## Mitgliedschaft
Dem Kronrat gehören alle aktuellen und ehemaligen Minister des Bundeskabinetts, der Vorsitzende des Obersten Gerichtshofes und alle ehemaligen Generalgouverneure an. Vorsitzende von Oppositionsparteien werden gelegentlich ebenfalls aufgenommen. Von Gesetzes wegen müssen auch alle Mitglieder des Aufsichtsgremiums des Canadian Security Intelligence Service dem Kronrat angehören. Der Premierminister kann zusätzlich sonstige, meist prominente Personen, in den Kronrat aufnehmen, was als große Ehre gilt. Die Premierminister der Provinzen gehören nicht automatisch dem Kronrat an, werden aber bei besonderen Anlässen zu Mitgliedern ernannt.
Kronräte dürfen mit The Honourable bzw. l’Honorable angesprochen werden, besonders hochrangige Personen mit The Right Honourable (le très Honorable). Zusätzlich dürfen sie in ihrem Namen die Initialen PC (frz. CP) führen.